# 朝日ヶ丘駅
朝日ヶ丘駅（あさひがおかえき）は、島根県松江市古曽志町に位置する一畑電車北松江線の駅である。駅番号は20。島根県の鉄道駅の中で最北端に位置する。

## 歴史
- 1988年（昭和63年）4月1日：開業[1]。
- 2006年（平成18年）4月1日：一畑電気鉄道の持株会社移行に伴い、新設の一畑電車株式会社が鉄道事業を承継。
- 2021年（令和3年）10月1日：この日より終日無人駅となる[2]。

## 駅構造
松江方面に向かって左側に単式ホーム1面1線を有する地上駅（停留所）。無人駅である。

## 利用状況
1日平均の乗降人員は以下の通り。
| 年度   | 1日平均 乗車人員 | 1日平均 乗降人員 |
| ------ | ---------------- | ---------------- |
| 1999年 | 247              | 477              |
| 2000年 | 260              | 525              |
| 2001年 | 232              | 462              |
| 2002年 | 67               | 136              |
| 2003年 | 115              | 200              |
| 2004年 | 86               | 141              |
| 2005年 | 229              | 428              |
| 2006年 | 225              | 410              |
| 2007年 | 161              | 361              |
| 2008年 | 179              | 373              |
| 2009年 | 133              | 303              |
| 2010年 | 121              | 277              |
| 2011年 | 134              | 282              |
| 2012年 | 132              | 283              |
| 2013年 | 142              | 314              |
| 2014年 | 105              | 232              |
| 2015年 | 113              | 236              |
| 2016年 | 100              | 216              |
| 2017年 | 104              | 222              |
| 2018年 | 85               | 198              |
| 2019年 | 81               | 181              |
| 2020年 | 63               | 137              |
| 2021年 | 76               | 177              |

## 駅周辺
- 松江市立湖北中学校
- 島根県東部運転免許センター
- 授産センターよつば
- 朝日ヶ丘団地
- 古墳の丘古曽志公園
- 丹花庵古墳
- 宍道湖
- 国道431号

## 隣の駅
一畑電車
■北松江線
■特急「スーパーライナー」・■急行（大社線直通）
通過
■急行（平日夕方1本のみ）
秋鹿町駅（18）← 朝日ヶ丘駅（20）← 松江イングリッシュガーデン前駅（21）
■普通
長江駅（19）- 朝日ヶ丘駅（20）- 松江イングリッシュガーデン前駅（21）